# Молібден
Молібде́н (лат. molybdenum, від грец. mόλυβδος — «свинець»; названий за схожість його руд зі свинцевими) — хімічний елемент з атомним номером 42, який належить до 6-ї групи 5-го періоду (за старою класифікацією VI група побічної підгрупи). Є d-елементом. Має сім ізотопів, що зустрічаються в природі: ⁹²Mo, ⁹⁴Mo, ⁹⁵Mo, ⁹⁶Mo, ⁹⁷Mo, ⁹⁸Mo, ¹⁰⁰Mo, найпоширенішим з яких є ⁹⁸Mo. Ступені окиснення від +6 до -2. Галіди Mo6+ — полімерні з Mо–Mо зв'язками. У нижчих ступенях окиснення типовими є фосфінові і карбонільні похідні. З донорними атомами, зокрема з О- та S-лігандами, утворює комплекси у вищих ступенях окиснення. Оксиди МоО2, МоО3.
Утворює просту речовину — молібден. tпл = 2620 °С; tкип = 4600 °С. Його густина  10220 кг/м³. Окиснюється на повітрі з утворенням захисної оксидної плівки.

## Загальна характеристика
Молібден було відкрито Карлом Шеєле 1778 р., та його почали активно використовувати тільки в ХХ ст.
Основна галузь застосування Молібдену — металургія (85–90%), де він входить до складу легованих сталей і сплавів з ванадієм (V), вольфрамом (W), міддю (Cu), нікелем (Ni) кобальтом (Co), залізом (Fe) і вуглецем (C).
Сплави, утворені завдяки нікелю та кобальту мають назву стеліти, — а сплави з вуглецем (С) — карбіди.
Леговані сталі і сплави використовуються для верстатобудування, нафтогазової, хімічної і електротехнічної промисловості і транспортного машинобудування, а також для виробництва броньованих плит і бронебійних снарядів. Крім того, молібден використовується в електротехніці, радіотехніці, термотехніці, хімічній і нафтопереробній промисловості і як мікроелемент добрив. Важливий конструкційний матеріал електровакуумної, ракетної, авіаційної техніки, ядерної енергетики. Основна сировина для виробництва молібдену та його сплавів і сполук — молібденітові концентрати, що містять 45–52% Мо, 28–32% S і домішки ряду хімічних елементів. Технічними умовами на молібденовий концентрат передбачено, що при вмісті Мо 47–50% кількість Cu не повинна перевищувати 0,5–2,0%, Р — 0,07–0,15%, As — 0,07%, Sn — 0,07%, кварцу  5-9%. Молібден отримують з молібденових, вольфрам-молібденових, мідно-молібденових і уран-молібденових руд.

## Відомі особливості
Молібден — метал перехідної групи елементів. Чистий метал має сріблясто-білий колір, досить м'який. Чистий метал має тенденцію до розшаровування при механічній обробці. В малих кількостях молібден використовується для ефективного зміцнення сталі. 
Молібден займає важливу роль у вирощуванні рослин, а також його наявність є необхідною в їжі тварин та людей (ссавців). Виявлено, що він відіграє активну роль у деяких ферментах, наприклад ксантиноксидаз. 

## Застосування

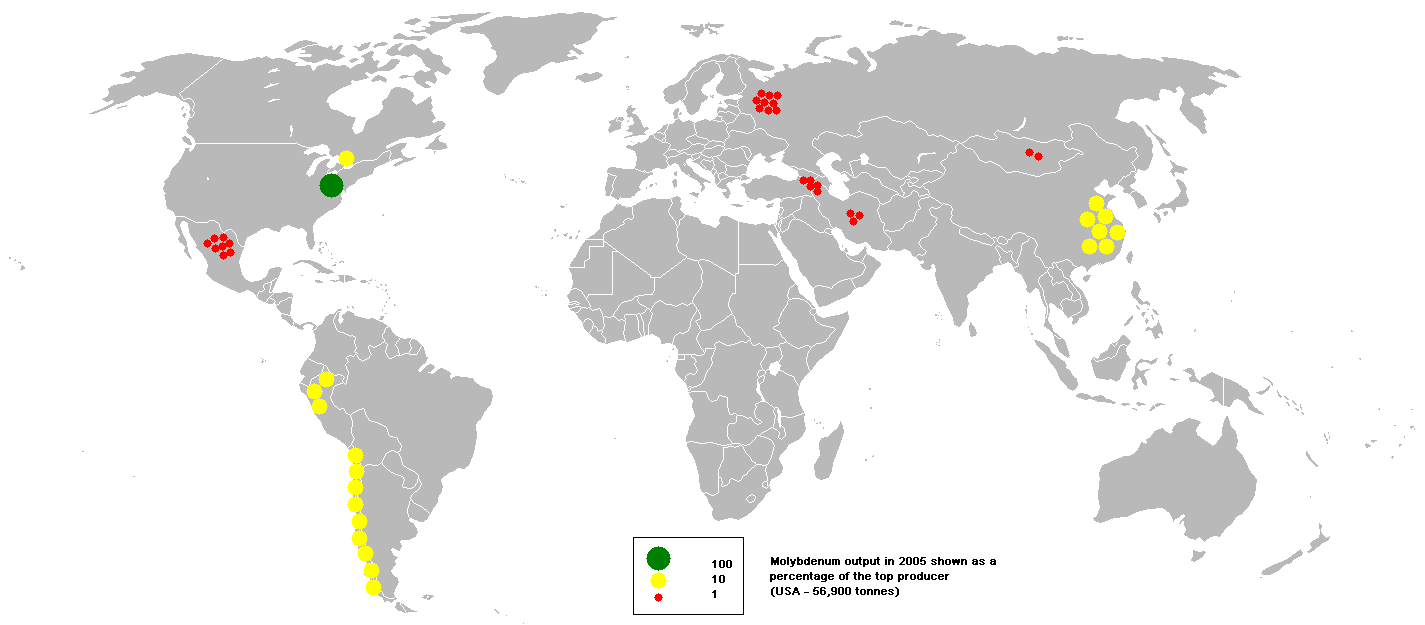
Виробництво (видубуток) молібдену у світі у відсотках для кожної окремо взятої країни в 2005 році порівняно з лідером США (100 % = 68 900 тони).

Більш ніж дві третини всього молібдену використовується в сплавах. Використання Молібдену зросло впродовж Першої світової війни, коли не задовольнялись потреби у вольфрамі, який використовувався для виготовлення коштовної вогнетривкої та високоміцної сталі.
В сучасні часи молібден досі використовується у високоміцних сплавах та у жаростійких сталях. Спеціальні сплави, що містять молібден, наприклад гастелой С22, є особливо стійкими до високих температур та корозії. Молібден використовується в нафтопроводах, в частинах літаків і ракет та у волокнах. Також Молібден знаходить використання як каталізатор у нафтовій промисловості, особливо в каталізаторах з метою видалення органічної сірки з нафтопродуктів. Іноді його застосовують для формування анода у рентгенівських трубках, особливо для мамографії. Металічний Молібден знайшов застосування в електроніці як провідний шар у тонкоплівкових транзисторах (TFT).
Дисульфід молібдену — суха мастильна речовина, особливо при високих температурах. Ізотоп Mo-99, отриманий у ядерній промисловості, використовується як індикаторний елемент. Молібденові пігменти від червоно-жовтого до яскраво-червоного жовтогарячого використовуються у фарбах, чорнилах, пластмасах та гумових матеріалах.

## Історія
У чистому вигляді в природі молібден не було знайдено, і сполуки, що містили молібден до кінця 18-го сторіччя змішувалися зі сполуками інших елементів, таких як вуглець та свинець. У 1778 році Карл Вільгельм Шеєле зміг визначити, що молібден відрізняється від графіту і свинцю, та виділив оксид металу з молібденіту. У 1782-му Єльм отримав неочищений екстракт металу, відновлюючи оксид із вуглецем. Молібден рідко використовувався та залишався в лабораторіях до кінця 19-го сторіччя. Згодом французька компанія Schneider and Co. спробувала  застосовувати молібден як легуючий агент у броньовому покритті сталі і відзначила його користь як зміцнювача сталі.

## Знаходження в природі
Зустрічається у вигляді мінералу молібденіту. Молібден — малопоширений елемент. Варіації концентрацій у породах різного складу незначні — (0,4–3,5)·10-4 % за масою. Основні мінерали, у яких наявний Молібден: молібденіт, молібдит і повеліт.
Головним промисловим джерелом молібдену є молібденіт (MoS2). Молібден видобувається безпосередньо, а також як побічний продукт видобутку міді. Молібден присутній у рудах від 0,01 % приблизно до 0,5 %. Сукупно Китай, США та Чилі володіють більш ніж двома третинами світових запасів молібденових руд. 90 % світового видобутку молібденових руд припадає на родовища промислового типу, представлені штокверками кварцово-молібденітових і кварцово-халькопіритових руд.
Каджаранське мідно-молібденове родовище — одне з найбільших за запасами у світі родовище мідно-молібденових руд. Розташоване у Вірменії.

## Отримання
Промислове одержання Молібдену починається зі збагачення руд флотаційним методом. Отриманий концентрат обпалюють до утворення оксиду МоО3:

{\displaystyle {\ce {2MoS2 + 7O2 -> 2MoO3 + 4SO2}}},

— якого потім піддають додатковому очищенню. Далі МоО3 відновлюють воднем:

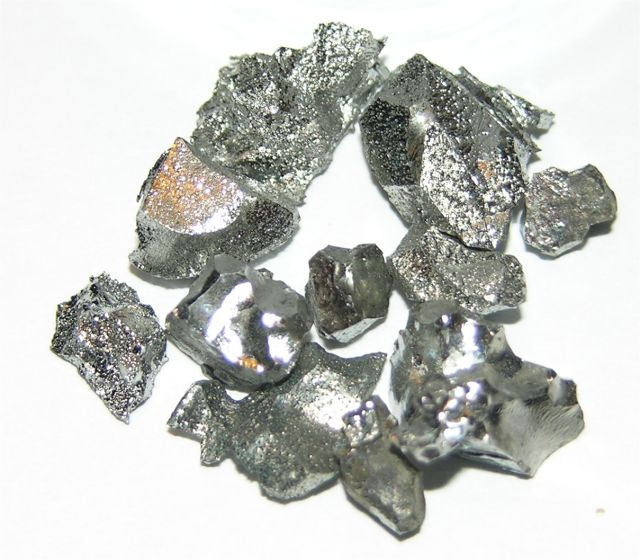
Елементарний молібден в шматочках

{\displaystyle {\ce {MoO3 + 3H2 -> Mo + 3H2O}}}.

## Біологічна роль
Молібден відіграє значну роль у біохімічних процесах всіх класів організмів. Наразі, це з'ясовано для двох груп ферментів, нітрогеназ та ферментів молібдоптерин (молібдоптеріноксидоредуктоза).
Нітрогенази знайдені в бактеріях, і залучені у зв'язуванні азоту. Бактерії можуть бути знайдені всередині рослин. Атом молібдену присутній в кластері (див. хімію кластерів), який включає атоми сірки та заліза. Назва молібдоптерин вводить в оману, оскільки група ферментів включає утримуючі вольфрам ферменти, і слово «molybdopterin» фактично не відноситься до атому металу. Група може також згадуватися як «одноядерні ферменти молібдену», оскільки атом металу відсутній у кластері. Ця група ферментів залучена в різні процеси, як частина глобальних сірчаних, азотних та вуглецевих циклів, та, як правило, залучена як частина процесу в переміщення атому кисню.
При вирощуванні рослин існує потреба в незначній кількості молібдену. Дефіцит молібдену призводить до непродуктивності ґрунтів. Рослини і тварини мають молібден в кількостях декількох частин на мільйон. У тварин молібден є діючим кофактором оксидази ксантину, ферменту, який залучений в розкладання пурину та формування сечової кислоти. У деяких тварин, додавання малих кількостей молібдену до їжі підсилює ріст[джерело?].
Фізіологічне значення молібдену для організму тварин і людини вперше (ссавців) було показано 1953 р. з відкриттям впливу цього елемента на активність ферменту ксантиноксидази. Молібден входить до складу ферментів (альдегідоксидаза, сульфітоксидаза, ксантиноксидаза тощо), які виконують важливі фізіологічні функції, зокрема регуляцію обміну сечової кислоти. Нестача молібдену в організмі супроводжується зменшенням в тканинах ксантиноксидази. Відомо, що молібден відіграє важливу роль у процесі включення фтору в зубну емаль та стимуляції процесу кровотворення.

## Ізотопи
Молібден має шість стійких ізотопів та приблизно двадцять радіоізотопів, значна кількість яких має період напіврозпаду, що його вимірюють в секундах. Mo-99 використовують, щоб отримувати гамма-випромінювальний ізотоп технецію Tc-99m, який зазвичай використовують в ядерній медицині.

## Запобіжні заходи
Пил молібдену та його сполук, таких як триоксид молібдену і розчинні у воді молібдати, можуть мати незначну токсичність при вдиханні або потраплянні всередину. Лабораторні тести свідчать, що такий молібден, у порівнянні з багатьма важкими металами, має відносно низьку токсичність. Гостра токсичність у людей малоймовірна, оскільки доза для ураження повинна бути винятково великою. Існує ризик накопичення молібдену в організмах людей, які працюють у видобувній промисловості та на збагаченні руд, у хімічній промисловості, але досі не було повідомлень про такі ураження. Хоча розчинні у воді сполуки молібдену можуть мати невелику токсичність, ті, які є нерозчинними, типу мастильного дисульфіду молібдену, як показує практика, є неотруйними.
Однак події в екологічних ланцюгах, які пов'язані з молібденом, можуть скінчитися серйозними наслідками для здоров'я. У 1996 році, внаслідок збільшення кислотних дощів поблизу Уппсали, Швеція відбулось виснаження в природних харчових продуктах американського лося в сусідніх сільських районах. Це змусило американських лосів вживати вівсяне зерно з полів фермерів, ґрунти яких були оброблені вапном з метою компенсування впливу кислоти. Вапно викликало зміни у рівнях кадмію та інших металів з невеликою кількістю в ґрунті, та привело до значного збільшення кількості молібдену у зерні вівса. Приймання в їжу вівса сотнями американських лосів викликало серйозне порушення відношення молібдену до міді в печінці, що призвело до виснаження, волосяного знебарвлення, виразки, діареї, конвульсій, сліпоти, остеопорозів і, в кінцевому результаті до зупинки серця.